# Xã Bushnell, Quận McDonough, Illinois
Xã Bushnell (tiếng Anh: Bushnell Township) là một xã thuộc quận McDonough, tiểu bang Illinois, Hoa Kỳ. Năm 2010, dân số của xã này là 3.272 người.